# Mark Haiman
Mark David Haiman és un matemàtic estatunidenc de la Universitat de Califòrnia a Berkeley, que ha demostrat la conjectura de positivitat de Macdonald per a polinomis de Macdonald. Va rebre el seu doctorat el 1984 a l'Institut de Tecnologia de Massachusetts (MIT) sota la direcció de Gian-Carlo Rota. Abans de treballar a Berkeley, va ocupar un càrrec a la Universitat de Califòrnia a San Diego.
El 2004 va rebre el primer premi AMS Moore. El 2012 es va convertir en membre de la Societat Americana de Matemàtiques.

## Publicacions seleccionades
- Haiman, Mark «Hilbert schemes, polygraphs, and the Macdonald positivity conjecture» (en anglès). J. Amer. Math. Soc., 14(4), 2001, pàg. 941–1006. arXiv: math.AG/0010246. Bibcode: 2000math.....10246H. DOI: 10.1090/S0894-0347-01-00373-3.